# Kanalizacja bezsieciowa

Schemat szamba

Kanalizacja bezsieciowa (in. kanalizacja bezodpływowa) - rozwiązanie problemu zagospodarowania ścieków, polegające na gromadzeniu ścieków w szczelnych zbiornikach w obrębie posesji, na której ścieki powstają. Po określonym czasie zbiorniki są opróżniane, a ich zawartość jest wywożona taborem asenizacyjnym do punktu zlewnego, którym jest najczęściej zbiorcza oczyszczalnia ścieków. 
Podstawowym elementem kanalizacji bezodpływowej jest zbiornik na nieczystości ciekłe, tzw. szambo.